# Lyssomanes dissimilis
Lyssomanes dissimilis là một loài nhện trong họ Salticidae.
Loài này thuộc chi Lyssomanes. Lyssomanes dissimilis được Richard C. Banks miêu tả năm 1929.